# Film institutionnel
Un film d’entreprise, aussi appelé vidéo d’entreprise, film institutionnel, ou encore film corporate est une vidéo qui a pour but de présenter une entreprise, une organisation ou encore un groupe.

## Historique

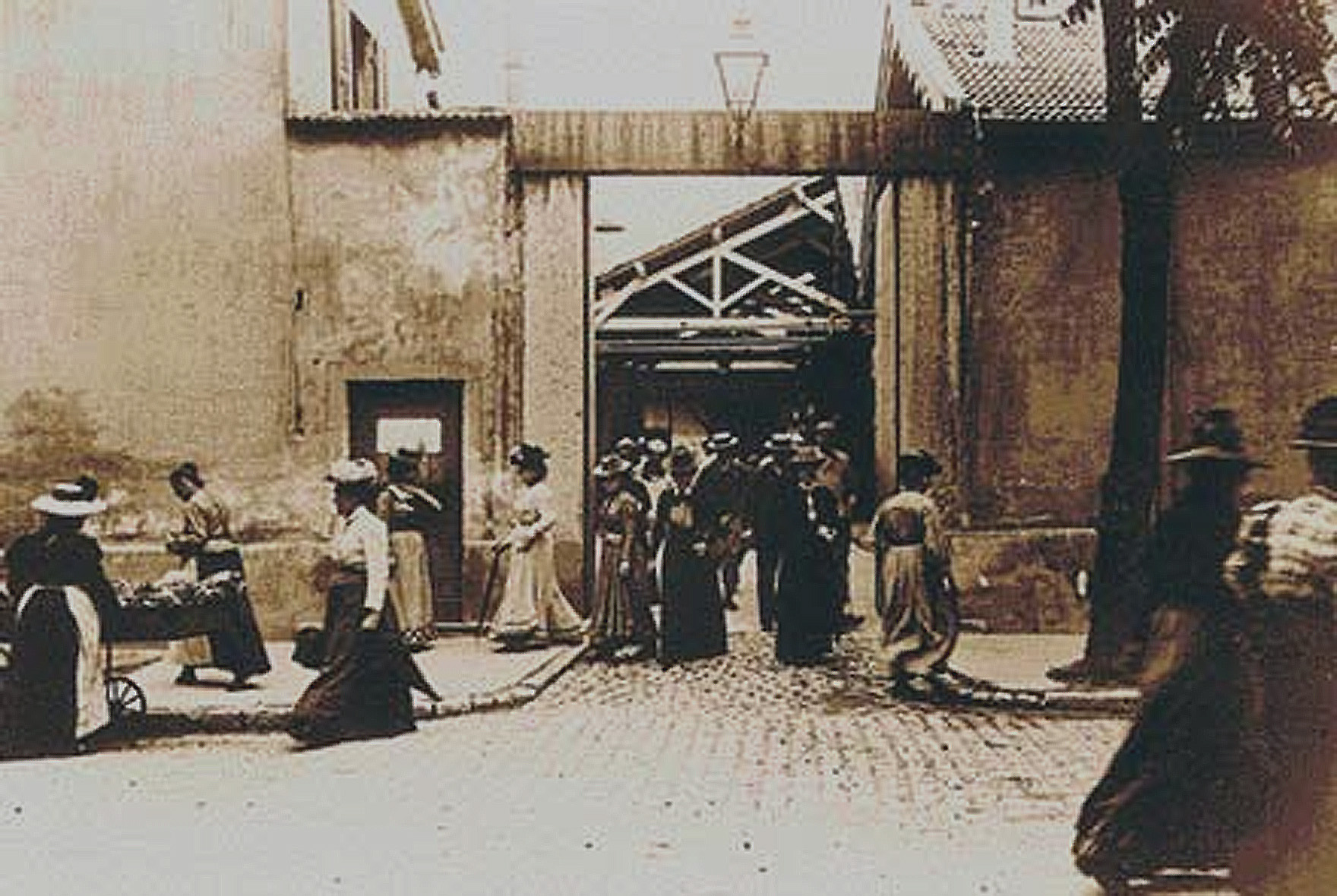
Extrait du film La Sortie de l'usine Lumière à Lyon, en 1895.

Les origines du film institutionnel remontent à la naissance du cinéma puisque le premier film projeté de l’histoire du cinéma en France, La Sortie de l'usine Lumière à Lyon, est un film d'entreprise.
L'avénement de la vidéo dans les années 1980/1990 va permettre le développement de la communication audiovisuelle au sein des entreprises. De nombreuses collectivités et de grandes entreprises disposent aujourd'hui d'un service audiovisuel alors que le support numérique et l'Internet permettent une production et une diffusion facile et moins onéreuse.

## Présentation
Destiné à promouvoir l'image de son commanditaire, le film institutionnel a comme objectif de faire connaître ou de présenter l'ensemble des activités d’une institution, association, entreprise ou groupe. Son contenu est varié, l'entreprise ou l'institution communique sur son savoir-faire, ses valeurs, ses chiffres clés et ses produits. Un film institutionnel peut adopter la forme d'un spot publicitaire ou celle d'un reportage. Ce type de films d'entreprise sont produits par des sociétés de production ou des agences de communication spécialisées dans l'audiovisuel.
Un film institutionnel peut-être destiné à différents publics tels que le personnel de l'entreprise, ses actionnaires, ses fournisseurs ou même ses clients. Il n'est généralement pas destiné à être diffusé auprès du grand public. Sa diffusion peut se faire en introduction d'un évènement ponctuel, dans un hall d’accueil, sur un stand lors d'un salon, etc.
On utilise de plus en plus[réf. nécessaire] le terme anglophone « corporate film » mais ce terme ne s'applique qu'au secteur privé.

## Acteurs majeurs français
En France, de nombreuses sociétés se sont spécialisées dans la production de films institutionnels, dont :
- ELEPHANT AT WORK, filiale spécialisée dans les marques et les entreprises du Groupe ELEPHANT fondé par Emmanuel Chain ;
- Capa Entreprises, issue de l'agence audiovisuelle Capa.
- Storystellar, agence audiovisuelle spécialisée dans les films d'entreprise.
- M.X CREATION , société basée dans le sud de la France et qui est spécialisée dans la production de films et vidéos d'entreprise pour une clientèle de PME / TPE.
- ONiRiXEL 3D studio spécialisé dans la création de films institutionnels en animation 3D et la production d'images de synthèse pour les films publicitaires, documentaires, de médiation, ou de vulgarisation scientifique.
- Histoires de Vies, agence de communication audiovisuelle
- ALF Production, Agence Audiovisuelle spécialisée en vidéo & stream live pour les entreprises, basée à Paris, elle réalise également des formats courts de films institutionnels.
- Why.Vision, agence de communication audiovisuelle basée à Metz.